# Флуссіо
Флуссіо (італ. Flussio, сард. Flùssio) — муніципалітет в Італії, у регіоні Сардинія,  провінція Ористано.
Флуссіо розташоване на відстані близько 380 км на південний захід від Рима, 130 км на північний захід від Кальярі, 45 км на північ від Ористано.
Населення — 458 осіб (2014).

## Демографія
Населення за роками:

Станом на 1 січня 2023 року в муніципалітеті офіційно проживало 10 іноземців з 4 країн, серед них 7 громадян країн Євросоюзу.

## Сусідні муніципалітети
- Магомадас
- Модоло
- Сагама
- Скано-ді-Монтіферро
- Сеннаріоло
- Суні
- Тіннура
- Трезнурагес